# André Gazaille
André Gazaille, né le 16 mai 1946 à Montréal, est évêque catholique canadien du diocèse de Nicolet au Québec du 11 juillet 2011 jusqu'au 18 octobre 2022.

## Biographie
Comme prêtre, il a été mandaté au service de plusieurs paroisses de Montréal: d’abord vicaire à Saint-Rédempteur (1971-1979), il assume ensuite la charge de curé à Saints-Martyrs-Canadiens (1979-2006), à la Visitation-de-la-Bienheureuse-Vierge-Marie (1999-2006) et à Saint-Antoine-Marie-Claret (2003-2006).
De 1975 à 1982, André Gazaille a œuvré à titre d'aumônier de la section pour les jeunes R3 du mouvement des Cursillos. Il a également accompagné le mouvement pour les couples Marriage Encounter (Renouement conjugal).
Appelé à exercer le service d’évêque auxiliaire à Montréal, il a reçu l’ordination épiscopale en mars 2006, choisissant comme devise « L'amour du Christ nous presse ». Dans ce ministère, André Gazaille a notamment assumé les fonctions de vicaire épiscopal à la famille et à la jeunesse et de directeur du Service de pastorale liturgique. Il est en outre membre des comités du Laïcat et de l'Éducation chrétienne de l'Assemblée des évêques catholiques du Québec.
Le pape Benoît XVI a nommé André André Gazaille évêque de Nicolet, le 11 juillet 2011. Le 11 septembre suivant, il devient le 6e évêque de ce diocèse situé au Centre-du-Québec. Il succède ainsi à Raymond St-Gelais qui a assumé la charge pastorale du diocèse de Nicolet pendant 22 ans.
Le 16 mai 2021, il franchit le cap des 75 ans et demande donc sa démission au Pape, tel il est inscrit dans le Droit canon.
Sa démission a été acceptée par le pape François le 18 octobre 2022, ayant atteint l'âge de la retraite. À cette date, il devient administrateur apostolique du diocèse jusqu'au 16 décembre 2022, jour d'installation du 7e évêque de Nicolet, Daniel Jodoin.

### Formation
Il étudie au Grand Séminaire de Montréal et à la faculté de théologie de l'Université de Montréal, il reçoit sa Licence en Sciences religieuse. Il est ordonné prêtre, à l’âge de 25 ans, le 29 mai 1971.

### Évêque
Il est ordonné évêque le 25 mars 2006 par le cardinal Jean-Claude Turcotte.